# هوش‌سنجی سگ

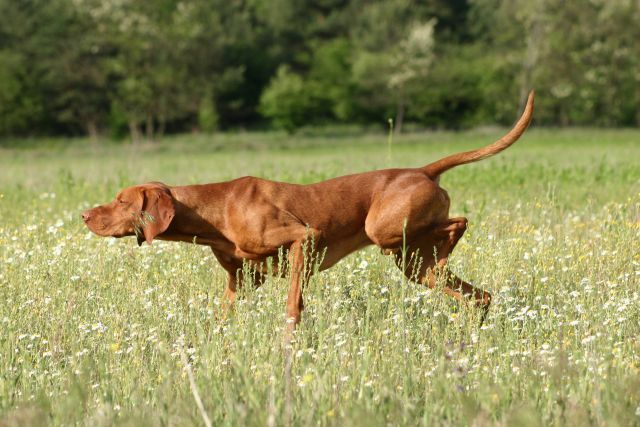
گونه‌هایی از نژادِ سگ‌ها می‌توانند اشاره کنند و همهٔ سگ‌ها می‌توانند اشارهٔ انسان را درک و دنبال کنند.

هوش‌سنجیِ سگ یا هوشِ سگ به فرایندِ درک و دریافت، ذخیره‌سازی در حافظه، و سپس بازیابی، ترکیب و مقایسهٔ آن داده‌ها و استفاده از آن آگاهی‌ها در زمینه‌های جدید و مهارت‌های مفهومیِ سگ‌ها گفته می‌شود.

## آزمون‌ها
از سگ‌ها در آزمون‌های درک، ذخیرهٔ داده‌ها، یادگیری و به‌ویژه در شرطی‌شدن کلاسیک و شرطی‌شدن فعال استفاده می‌شود.
یک پژوهشِ ام‌آرآی در سالِ ۲۰۱۴ نشان داد که در مغز سگ‌ها بخشِ پاسخ به صدا وجود دارد و شبیه به همان بخشی است گه در مغزِ انسانها با صدا واکنش نشان می‌دهد.